# Bestemsu Özdemir
Bestemsu Özdemir (Isztambul, 1992. április 20. –) török színésznő.

## Fiatalkora
Bestemsu Özdemir 1992. április 20-án született Isztambulban. Tanulmányait az Isztambuli Műszaki Egyetemen, a Divattervezés Tanszéken végezte. A színésznő középiskolás éveiben kezdett modellkedni. Özdemir szülei kétéves korában különváltak, három évig Ankarában élt nagyszüleinél.

## Pályafutása
Özdemir színészi karrierjét 2012-ben kezdte, a Sakarya Fırat című sorozatban játszott és Melike Derbent karakterét alakította, amelyet a TRT 1 közvetített. Ugyanebben az évben debütált az Araf Zamanı és az İstanbul Hatırısı című sorozatban, és Sultan karakterét alakította. 2014-ben debütált a Piszkos pénz, tiszta szerelem (Kara Para Aşk) című sorozatban, és Nilüfer Denizer karakterét játszotta. Ezt a sorozatot Magyarországon a TV2 Média Csoport Zrt. telenovella-csatornája, az Izaura TV sugározta. 2015-ben debütált az Analar ve Anneler című sorozatban, és Sevgi karakterét alakította. Ugyanebben az évben Rosa karakterét alakította a Tabula Rosa című filmben. 2016-ban a Bir Size Döneriz című filmben játszott,és Defne karakterét alakította. Ugyanebben az évben szerepelt az İçerde című sorozatban. 2017-ben a Dünyanın En Güzel Kokusu 2 című filmben tűnt fel. Ugyanebben az évben szerepelt a Kırlangıç Fırtınası és a Meryem című sorozatban Beliz karakterét alakíotta, amelyet hazájában a Kanal D sugárzott, míg Magyarországon 2021. július 16-tól sugározza az RTL Klub kereskedelmi csatorna.
2018-ban Fulya karakterét a Baba Nerdesin Kayboldum című filmben játszotta. Ugyanebben az évben főszerepe volt az Ege'nin Hamsisi című sorozatban, és Zeynep Gerginoğlu karakterét alakította. 2019-ben a Güvercin című sorozatban szerepelt és İpek karakterét alakította, amelyet a Star TV sugárzott.

## Magánélete
Özdemir randevúzott Can Yaman török színésszel , azonban szakítottak. 2019-ben kezdett el járni Nail Gönenli ügyvéddel, ők részt vettek Oğuzhan Koç koncertjén.

## Filmográfia
| Filmek               | Filmek                     | Filmek                        | Filmek            | Filmek             |
| Év                   | Eredeti cím                | Magyar cím                    | Szerep            | Magyar hang        |
| -------------------- | -------------------------- | ----------------------------- | ----------------- | ------------------ |
| 2015                 | Tabula Rosa                |                               | Rosa              |                    |
| 2016                 | Bir Size Döneriz           |                               | Defne             |                    |
| 2017                 | Dünyanın En Güzel Kokusu 2 |                               |                   |                    |
| 2018                 | Baba Nerdesin Kayboldum    |                               | Fulya             |                    |
| Televíziós sorozatok |                            |                               |                   |                    |
| 2012                 | Sakarya Fırat              |                               | Melike            |                    |
| 2012                 | Araf Zamanı                |                               |                   |                    |
| 2012                 | İstanbul Hatırası          |                               | Sultan            |                    |
| 2014–2015            | Kara Para Aşk              | Piszkos pénz, tiszta szerelem | Nilüfer Denizer   | Trokán Nóra        |
| 2015                 | Analar ve Anneler          |                               | Sevgi             |                    |
| 2017–2018            | Meryem                     | Meryem                        | Beliz Bilgen      | Kisfalvi Krisztina |
| 2018                 | Ege'nin Hamsisi            |                               | Zeynep Gerginoğlu |                    |
| 2019–2020            | Güvercin                   |                               | İpek              |                    |